# Izvrnuto obrnuto (2015.)
Izvrnuto obrnuto (eng. Inside Out) američka je trodimenzionalna računalno animirana pustolovna dramedija, koju je producirao Pixar, a izradio i završio Walt Disney Pictures. Pete Docter i Ronnie del Carmen su režirali film, a Jonas Rivera ga je producirao. Glazbu za film je skladao poznati skladatelj filmske glazbe Michael Giacchino. Radnja filma smještena je u glavi 11-godišnje djevojčice Rajke, gdje živi pet osjećaja - Sreća, Tuga, Strah, Gadljivost i Bijes, koji ju nastoje (zajedno s njezinim roditeljima) voditi kroz život, nakon preseljenjea iz Minnesote u San Francisco, kako bi priviknula na novi život u velikom gradu.

## Glasovi
- Rajka - Iva Vučković
- Rajkina mama - Jelena Miholjević
- Rajkin tata - Frano Mašković
- Sreća - Judita Franković
- Tuga - Biserka Ipša
- Gadljivost - Iva Šulentić
- Strah - Marko Makovičić
- Bijes - Bojan Navojec
- Tatin strah - Dražen Bratulić
- Tatin bijes - Ozren Grabarić
- Bing Bong - Branko Meničanin
- Profesorica - Ivana Bakarić
- Mamina tuga - Mirela Brekalo
- Mamina gadljivost - Mia Krajcar